# Visole
Visole so naselje v Občini Slovenska Bistrica.